# Take 3
Take 3 è un singolo del rapper italiano Shiva, pubblicato il 19 novembre 2021.

## Tracce
Testi e musiche di Andrea Arrigoni e Adam11.
1. Take 3 – 2:55

1. ↑   Take 3 (certificazione), su FIMI. URL consultato il 9 settembre 2024.